# Serrat Roig (Saldes)
El Serrat Roig és una serra situada al municipi de Saldes a la comarca del Berguedà, amb una elevació màxima de 2.192 metres.